# Lago Taal
El lago Taal es un lago de agua dulce en la provincia de Batangas, en la isla de Luzón, Filipinas.  El lago se halla dentro de una caldera formada por grandes erupciones entre 500.000 y 100.000 años atrás. Es el tercer lago en tamaño del país (siendo el mayor la Laguna de Bay). La isla del volcán Taal, cuyas erupciones son responsables del contenido sulfuroso del lago, se halla en el centro del lago. Hay también un lago en el cráter del volcán Taal que es famoso porque dentro de él hay otra isla, Volcan Point.

## Historia

Filipinas y el lago Taal

El lago Taal fue una vez sólo un brazo de la bahía de Balayan Bay. No obstante, tras una serie de grandes erupciones en el siglo XVIII, la conexión del lago Taal con el mar se estrechó hasta quedar reducida a su único desagüe, el río Pansipit. Siglos de lluvias han diluido la salinidad del agua hasta convertirla en agua dulce.
Las erupciones han enterrado también numerosas poblaciones de las orillas bajo ceniza volcánica y sumergido a otras al aumentar el nivel del agua. Actualmente, sólo tres poblaciones se localizan en la orilla. Restos de las antiguas poblaciones, tales como muros y restos de edificios pueden observarse bajo la superficie del agua.

## Ecología
Debido a que el lago ha permanecido conectado hasta tiempos recientes con el mar, se encuentran en él muchas especies endémicas que han evolucionado para adaptarse a progresiva desalinización de las aguas del lago.
La especie más popular es tawilis, la única sardina de agua dulce del mundo.
El lago tiene también una población adaptada al agua dulce de Caranx ignobilis. A este pez, que también habita el río Pansipit, se le conoce localmenrte como maliputo. 
El lago es así mismo hábitat de una de las más raras especies de serpiente marina, la Hydrophis semperi. Esta especie es particularmente una de las dos únicas de serpiente marina "verdadera" que vive siempre en agua dulce.
El tiburón toro, Carcharhinus leucas, era parte del rico y diverso ecosistema del lago. Fue exterminado por la población local en la década de los 30.

## Turismo

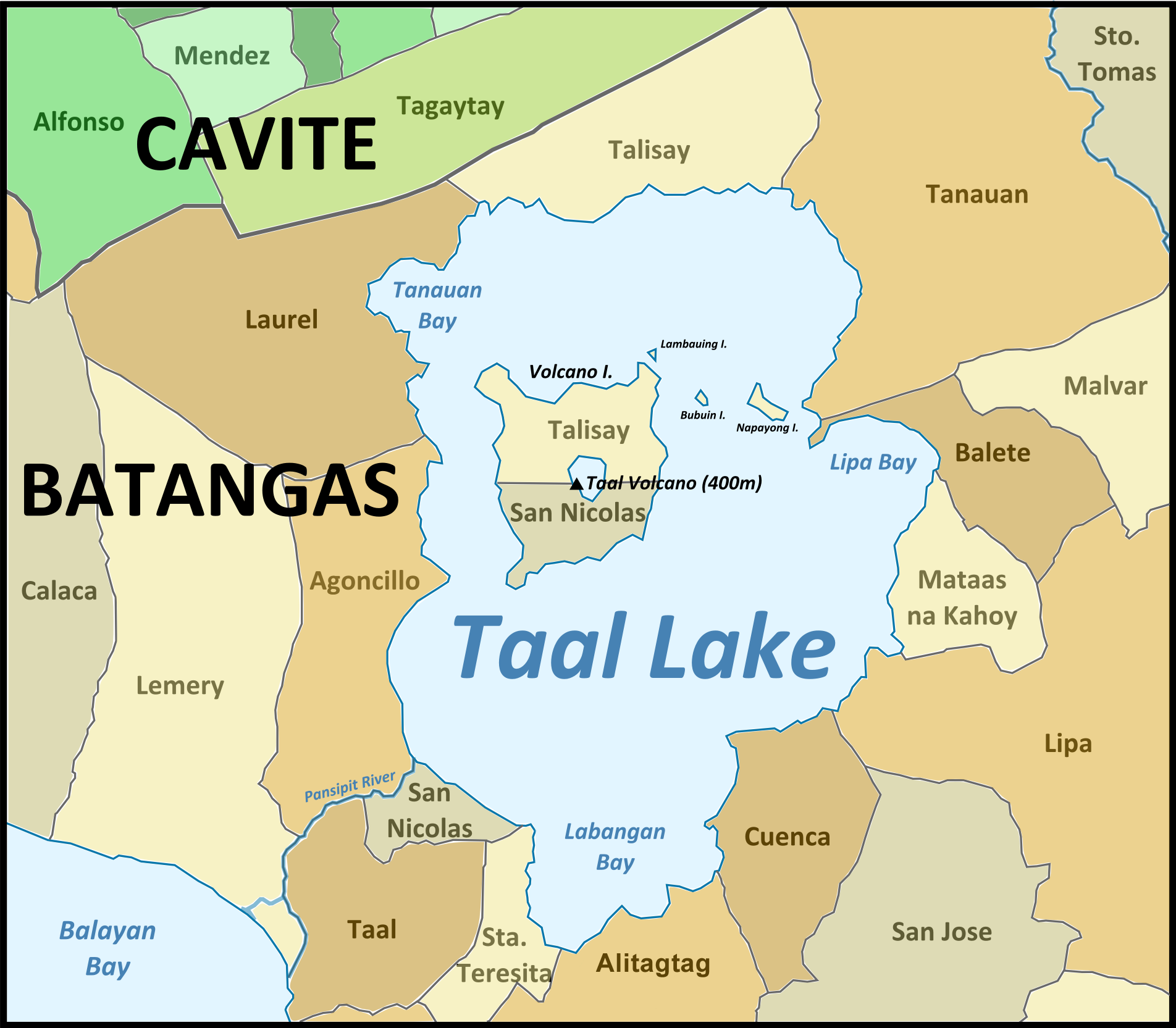
Batangas y el lago.

Regularmente, se ofrecen a los turistas recorridos por el lago. Tras cruzar el lago, los visitantes acceden hasta lo alto de la isla del volcán a caballo. Durante el ascenso y el descenso los turistas pueden contemplar las vistas del lago y sus alrededores.
A principios del 2007, surgió una controversia cuando se le concedió autorización a una compañía coreana para construir un balneario en una orilla de la isla del volcán Taal. A lo largo de las siguientes semanas muchos miembros del gobierno local manifestaron su desacuerdo con el proyecto.
Debido a la impopularidad del proyecto, el permiso concedido a la compañía coreana fue revocado en julio de 2007.

## Galería

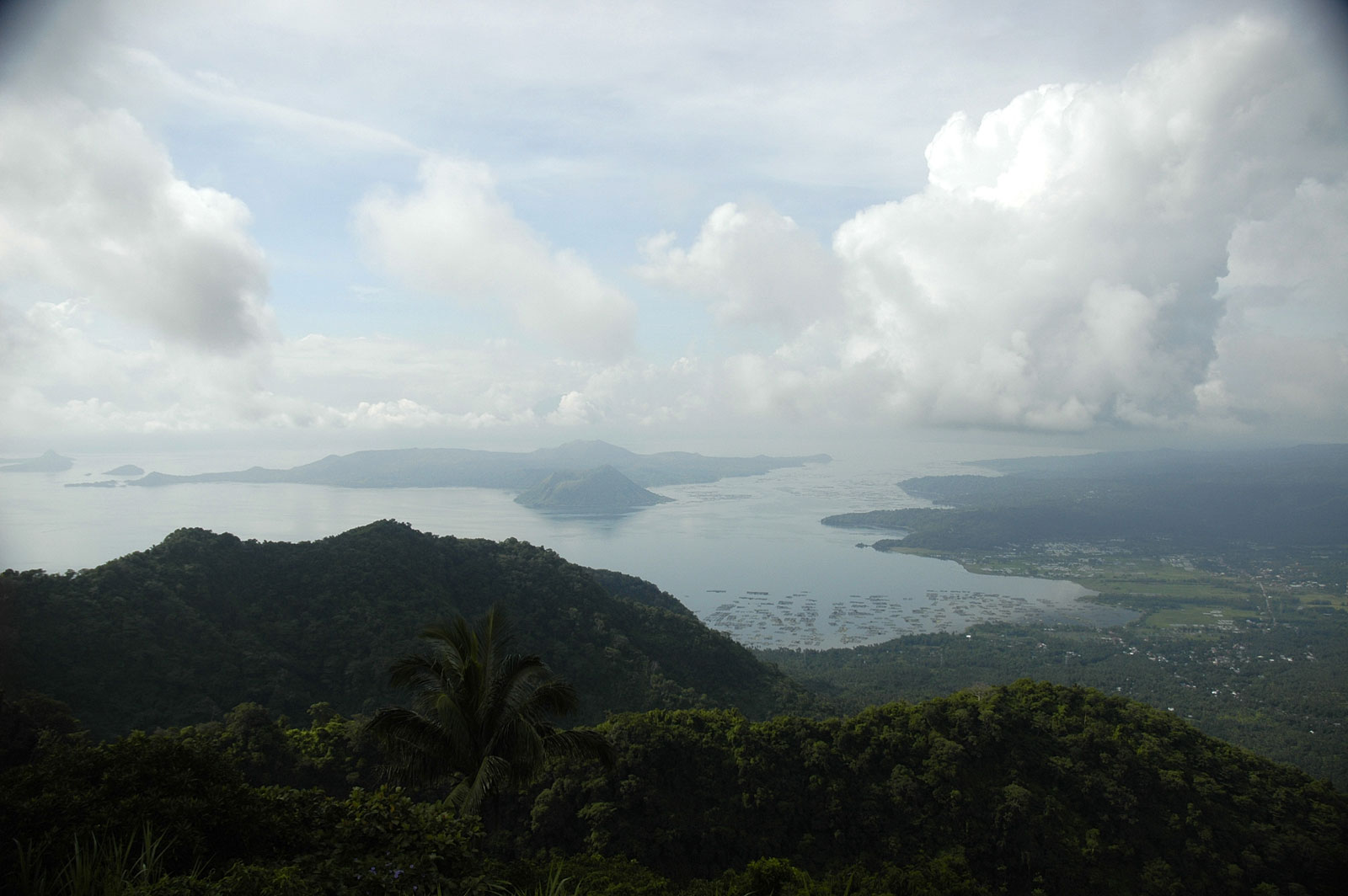
Vista del lago desde una elevación.
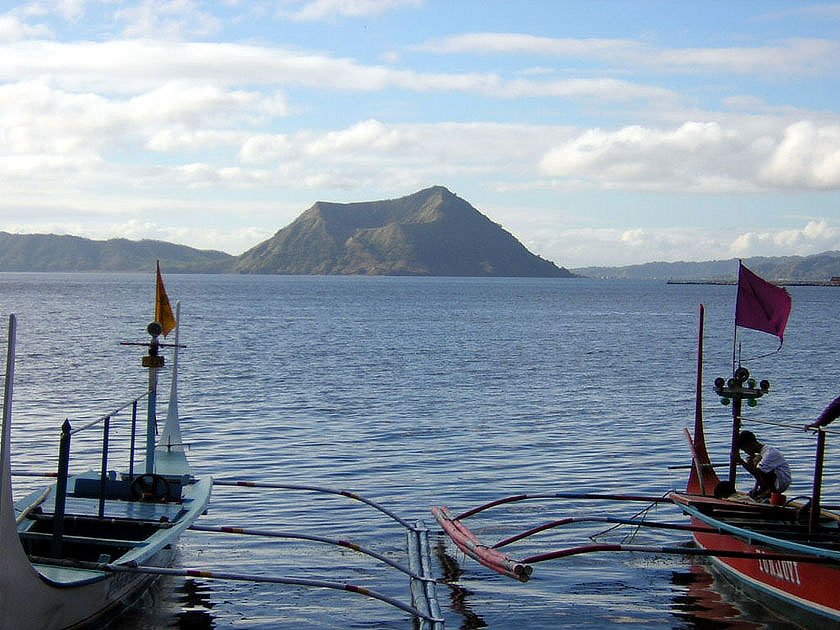
Pesqueros locales con la isla del volcán Taal al fondo.